# Guerre d'Aceh
La guerre d'Aceh, parfois dite expédition d'Acheen ou encore d'Atchin (1873-1904) est l'une des plus longues guerres de l'histoire des Indes néerlandaises. Ce conflit entre le royaume de Pays-Bas et le sultanat d'Aceh dans le nord de l'île indonésienne de Sumatra se termina par la conquête d'Aceh et la domination néerlandaise sur l'ensemble de l'archipel indonésien. Cette guerre fit 4 000 morts du côté néerlandais, dont un général, et 25 000 du côté acehnais.
Le traité de Londres de 1824 entre le Royaume-Uni de Grande-Bretagne et d'Irlande et celui des Pays-Bas définissait les sphères d'influence respectives des deux nations européennes dans le monde malais : la péninsule Malaise pour les Britanniques et l'île de Sumatra pour les Néerlandais. Toutefois, le traité ne contenait aucune restriction concernant le commerce britannique dans cette dernière. Néanmoins, les Anglais se plaignaient des tentatives néerlandaises de restreindre leurs activités commerciales à Sumatra. 
Une des clauses du traité était l'indépendance d'Aceh. Aceh était alors le plus grand producteur de poivre au niveau mondial. Le traité de Sumatra de 1871 accorda cependant aux Néerlandais la liberté d'action à propos d'Aceh. En échange, les Britanniques se voyaient confirmer le droit de commercer sur un pied d'égalité dans les Indes néerlandaises.
Les Acehnais virent ce nouveau traité comme une violation de l'accord de Pedir que les Britanniques avaient conclu avec eux en 1819. Ils se mirent donc à chercher de nouveaux soutiens face à l'impérialisme néerlandais et trouvèrent une oreille attentive en la personne d'Adolphus G. Studer, le consul américain à Singapour. Favorable à l'idée de leur octroyer une protection navale, il leur fit cependant savoir qu'il n'avait pas les accréditations pour conclure un tel accord. Par la suite, il parla de sa rencontre avec une ambassade acehnaise à Harry Ord (en), gouverneur britannique de Singapour, qui en informa aussitôt les Néerlandais. Ces derniers, craignant qu'un pacte de défense entre Aceh et les États-Unis ne mettent en péril leurs visées coloniales, décidèrent de lancer les hostilités avant qu'il puisse voir le jour. En mars-avril 1873, un premier assaut (en) sur la capitale achenaise, Kota Radja, se solda par un désastre pour les Néerlandais. Lorsque les Acehnais soumirent une proposition de traité formelle aux Américains (incluant la cession de l'île de Weh en échange d'une protection navale) en octobre 1873, le gouvernement colonial néerlandais dépêcha une seconde force d'invasion (en), bien mieux préparée que la première, qui arriva à Aceh le 9 décembre 1873. Le 26 janvier 1874, elle entra dans Kota Radja, que sa population et le sultan Mahmud Syah (en) avaient déserté afin d'organiser la résistance dans les collines.  
Les troupes néerlandaises furent dès lors confrontées à une guérilla. La guerre absorba une grande partie du budget colonial. Aux Pays-Bas même, l'opinion critiqua de plus en plus le gouvernement des Indes néerlandaises. 
En 1890, l'armée coloniale créa un corps de la maréchaussée à pied d'un gros millier d'hommes qui permit de lutter efficacement contre la guérilla.

## Dans la fiction
Tjoet Nja' Dhien (1988),  film indonésien d'Eros Djarot.

## Galerie

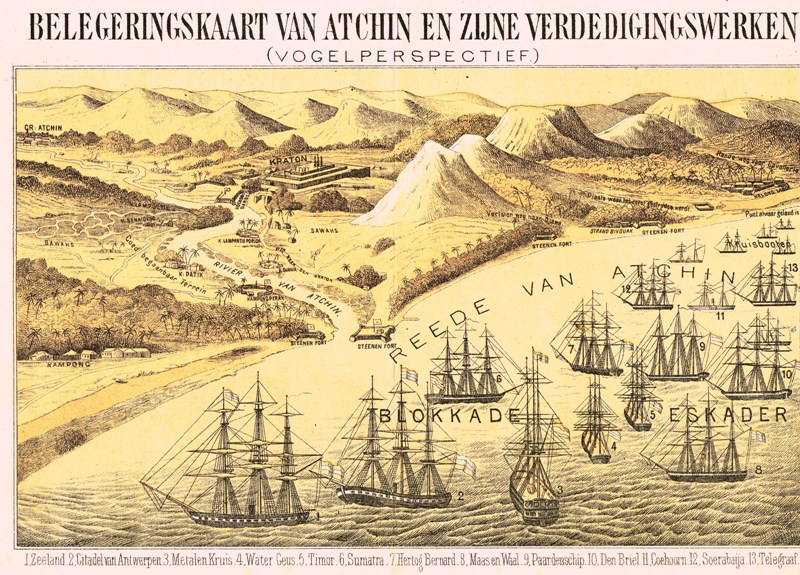
Gravure de 1874 représentant le blocus naval d'Aceh par les Néerlandais
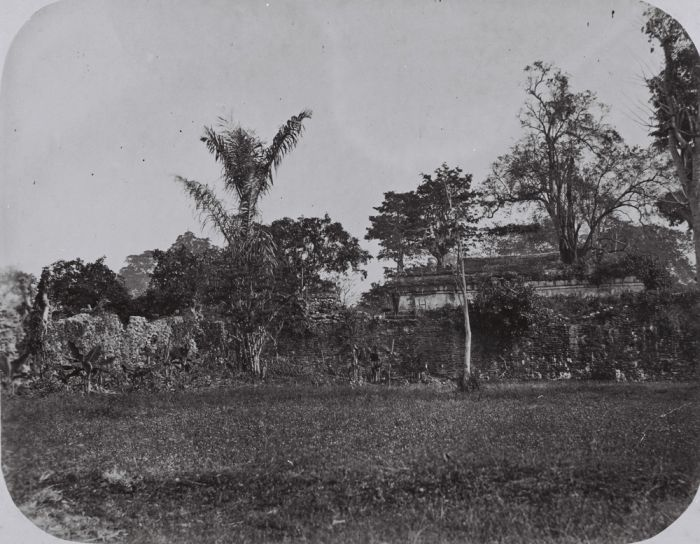
Le mur sud du palais du sultan (kraton) en 1874
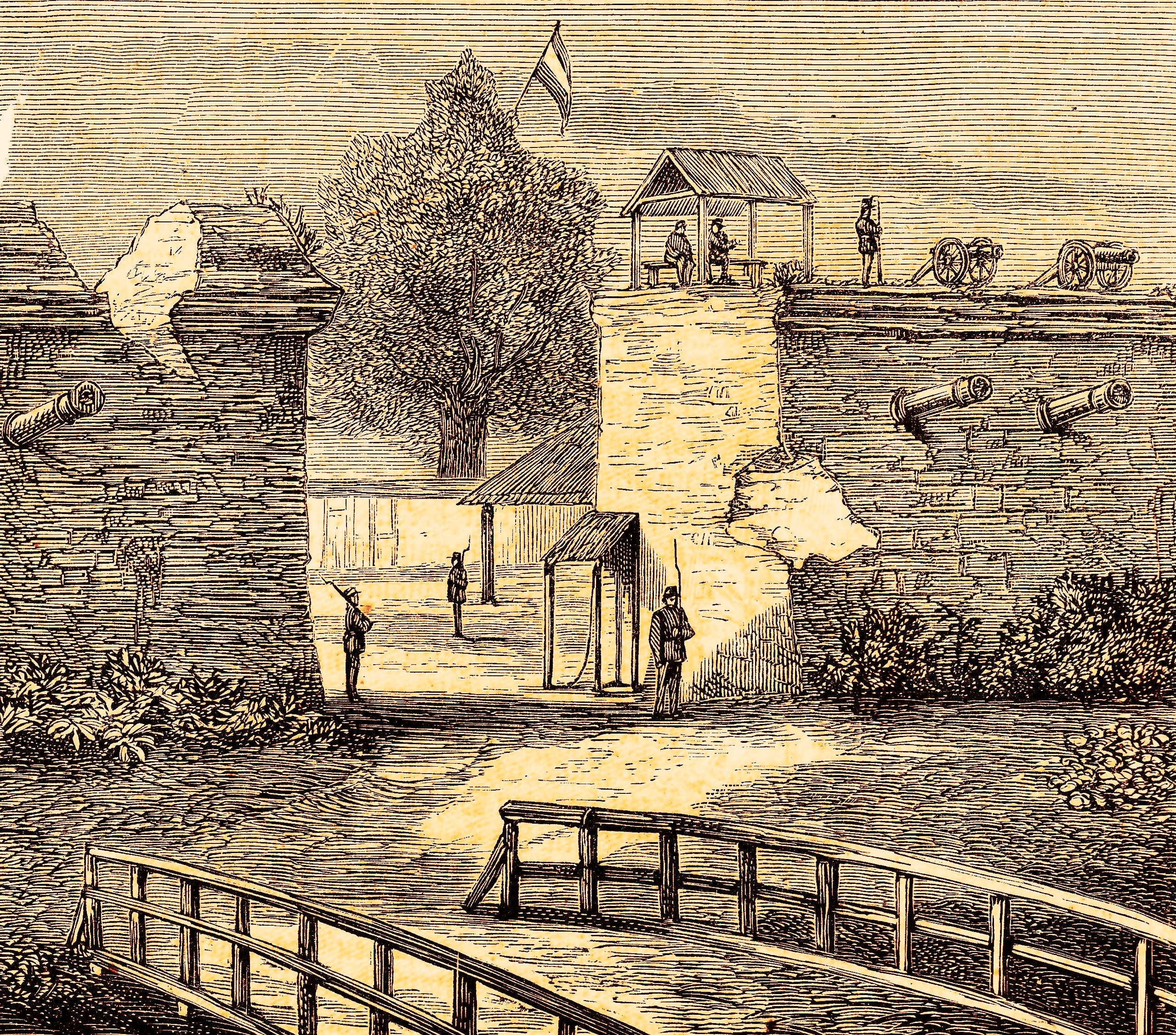
Gravure de 1874 montrant le palais du sultan aux mains des Néerlandais
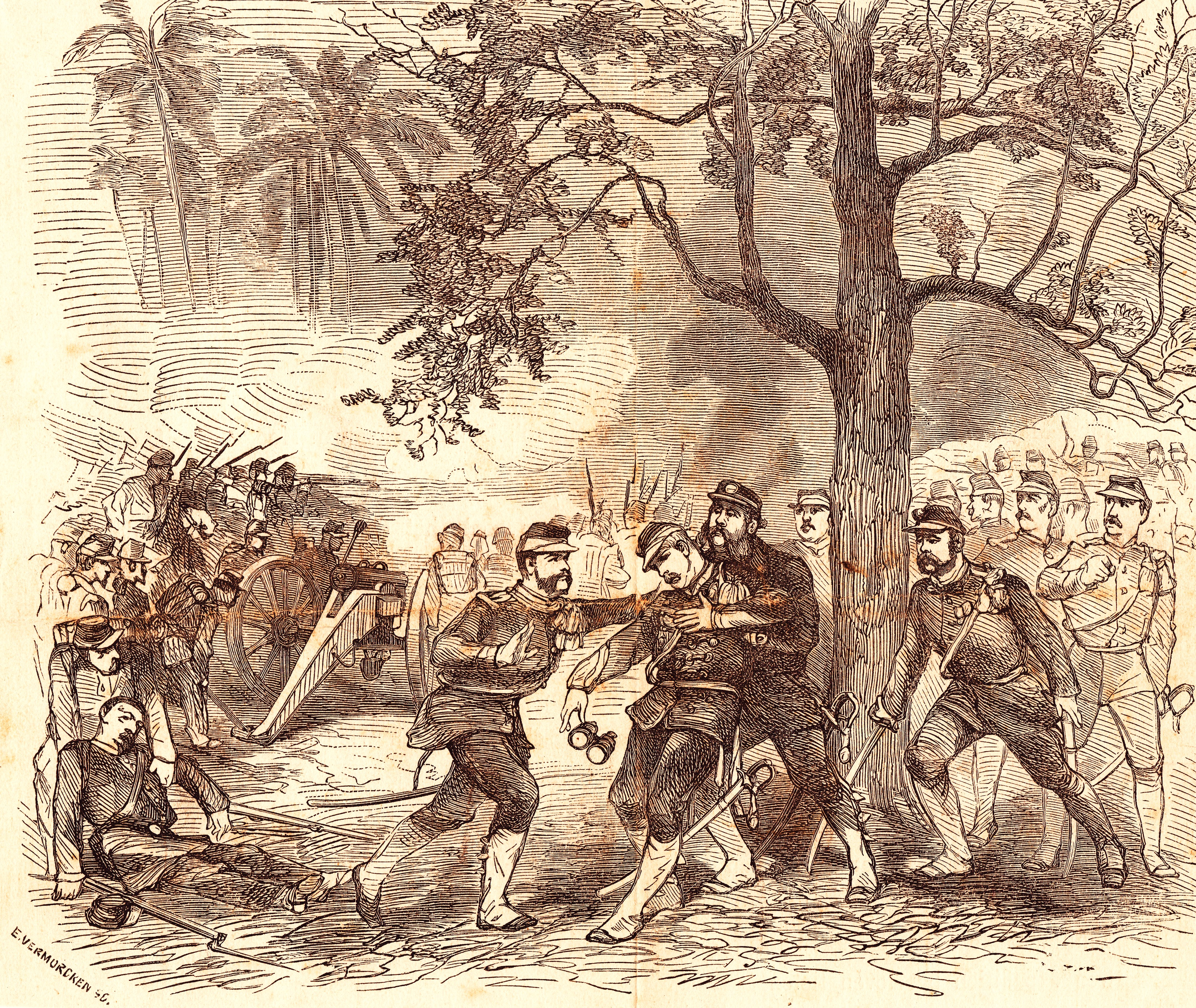
La mort du général hollandais Kohler
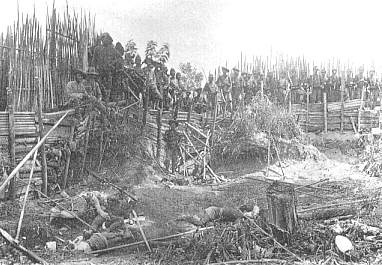
Capture d'un fort à Aceh, photographie de 1904